# Heterorachis furcata
Heterorachis furcata là một loài bướm đêm trong họ Geometridae.